# 张暴默
张暴默（1958年2月—），上海人，中国女高音歌唱家、国家一级演员。

## 生平
张暴默生于1958年2月。1974年考入中国人民解放军第二炮兵政治部文工团任声乐演员，曾经师从女歌唱家刘淑芳、郭淑珍。1980年11月，张暴默参加了《中国青年报》和中国中央电视台联合举办的《新声新秀音乐会》，由此为人熟悉，此后又成为电视剧《西游记》片尾曲《敢问路在何方》的首唱者。她的演唱风格较为淡雅平和，融合了美声唱法、民族唱法和通俗唱法。她是中国音乐家协会会员，二炮歌舞团歌唱演员，中央音乐学院中和艺术中心艺术总监，北京市朝阳区文学艺术界联合会名誉理事。